# Marie-Félix Faulcon de La Parisière
Marie-Félix Faulcon, chevalier de La Parisière, sieur de La Fenestre (14 août 1758 à Poitiers - 31 janvier 1843 à Poitiers), est un juriste, homme de lettres, historien et homme politique français. 
Il préside la séance du Corps législatif du 3 avril 1814 durant laquelle celui-ci, adhérant à l'acte du Sénat, reconnaît et déclare la déchéance de Napoléon Bonaparte et de sa famille.

## Biographie

### Famille
D'une dynastie bourgeoise d'imprimeur-libraires de Poitiers,,, Félix Faulcon est le fils de Jean-Félix Faulcon (1713-1782), sieur de La Fenestre, avocat, juge chef de la cour consulaire, imprimeur de l'Université, de l'évêque et du Roi en la ville de Poitiers, et de Jeanne Barbier. 

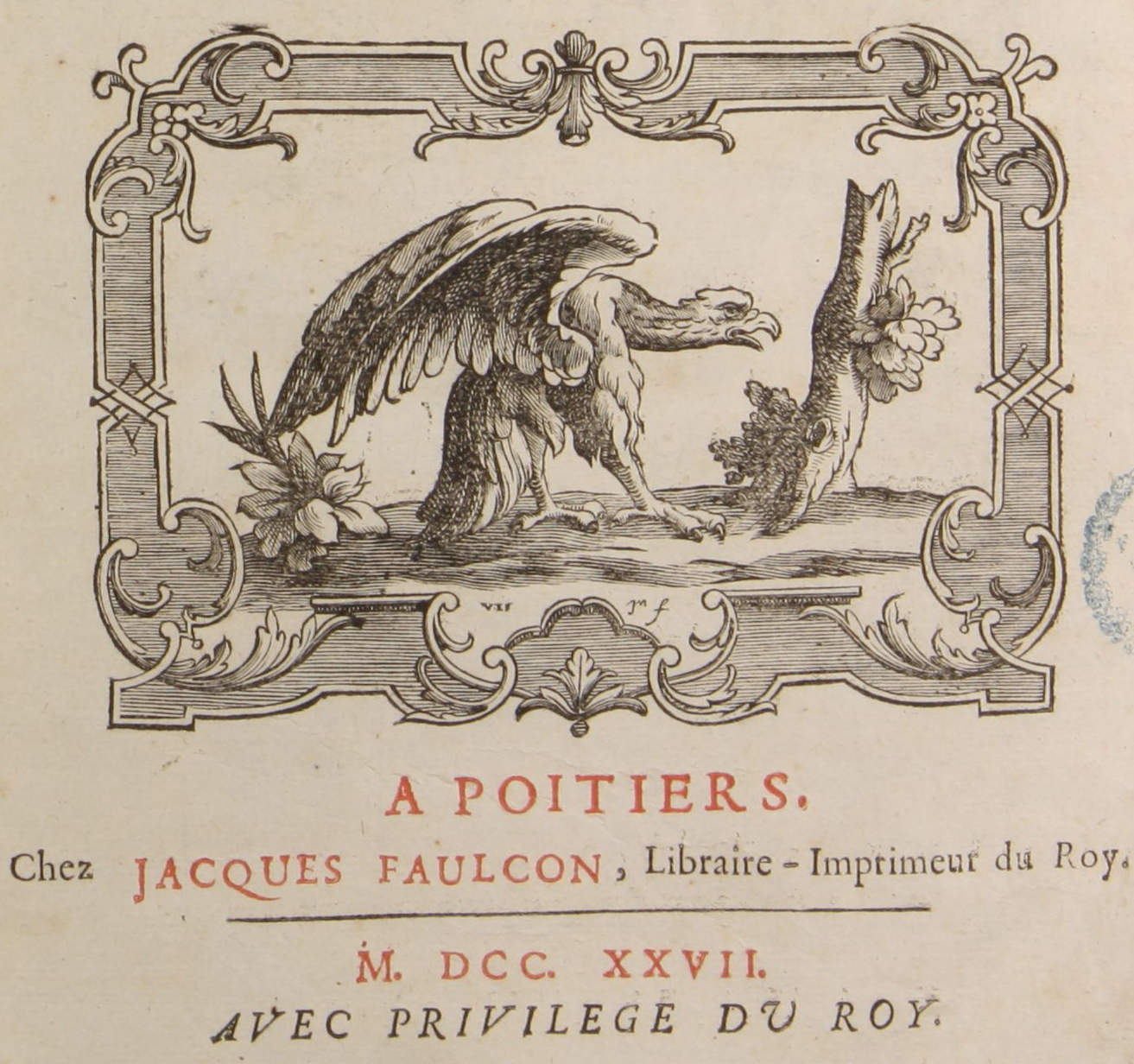
Marque d'imprimeur de Jacques II Faulcon, 1727.

Il est le petit-fils de l'imprimeur-libraire Jacques II Faulcon (1681-1745) et le neveu de Jean Faulcon (1705-1776), tous deux successivement imprimeur du Roi, de l'évêque et de l'Université, et juge-chef de la juridiction consulaire de Poitiers.
En 1783, il épousa Marie-Françoise Coullaud, fille de François Coullaud, conseiller du Roi, trésorier des ponts et chaussées, négociant et juge-chef de la juridiction consulaire de Poitiers, et de Françoise-Victoire Leroux. Elle était la nièce par alliance de Gentien Rangeard de La Boissière, capitaine au Royal Infanterie, conseiller du roi en ses conseils et procureur-général du Roi en la Chambre des comptes et Conseil supérieur de Blois, et par sa mère, la cousine germaine du député Henri Jacques Goüin-Moisant et d'Alexandre-Pierre-François Goüin de La Grandière.

### Carrière
Faulcon étudie le droit, devient avocat en parlement et obtient une charge de conseiller du roi au présidial de Poitiers. 
Député suppléant aux États généraux de 1789, Faulcon fut admis, le 11 avril 1790, à siéger dans l'Assemblée constituante, en remplacement de Filleau, décédé. Il y prit la parole la même année pour proposer que l'inamovibilité fût accordée aux seuls juges qui auraient passé tous les trois mois par un scrutin d'épreuve. Assistant aux Massacres de Septembre, il se retire, dégoûté de la politique, dans sa maison de campagne de la Fenestre, à Biard, près de Poitiers. En 1793, Faulcon fut obligé de se tenir caché pour se soustraire à la loi des suspects et ne réapparut que rarement à Poitiers où le Comité révolutionnaire aimait peu sa modération.
Le 23 vendémiaire an IV, le département de la Vienne, l'envoya siéger au Conseil des Cinq-Cents. Il y combattit un projet de remplacement des fonctionnaires par le Directoire, s'opposa à l'admission de sept membres présentés pour compléter le Corps législatif, demanda le rapport de l'article 19 de la loi du 30 vendémiaire, et vota contre le recours en cassation des jugements de la haute cour. En l'an V, il opina en faveur des projets de Daunou sur « la répression des abus de la presse », défendit la cause d'incompatibilité d'humeur pour le divorce, etc. En l'an VI, il sollicita des ménagements à l'égard des prêtres qu'on voulait exclure de l'instruction publique, parla sur l'organisation judiciaire, et combattit le projet de Koëmers, tendant à donner au Directoire le droit de nommer aux places vacantes dans le Tribunal de cassation. Réélu au même Conseil, le 24 germinal au VII, il proposa que le serment des officiers de la garde nationale contînt la formule de haine à l'anarchie.
Favorable au Coup d'État du 18 brumaire, Faulcon fut désigné par le Sénat comme député de la Vienne au Corps législatif ; il quitta cette assemblée en 1804, après l'avoir présidée lors de la discussion du Code civil, fut nommé membre du conseil de discipline et « doyen d'honneur » de l'École de droit de Poitiers, et fut rappelé, le 2 mai 1809, au Corps législatif. Il fit partie de la section des finances, parla notamment sur les douanes, et, vice-président de l'Assemblée, occupa le fauteuil de président en l'absence du duc de Massa, lorsque les députés adhérèrent (1814) à la déchéance de Napoléon.
Faulcon se distingua parmi les plus ardents à réclamer le retour des Bourbons, et alla, le 14 avril, à la tête du Corps législatif, complimenter le comte d'Artois sur la restauration de la royauté. Il fut un des commissaires rédacteurs de la Charte de 1814.
Lors de la formation de la Chambre des députés, il avait été président provisoire jusqu'à l'élection du nouveau président.
Se consacrant aux travaux littéraires et historiques, Marie-Félix Faulcon devient membre correspondant de l'Institut de France (Académie des inscriptions et belles-lettres) le 3 juin 1803.
Membre de la Légion d'honneur le 4 frimaire an XII, il fut promu officier de cet ordre le 26 octobre 1814 ; il avait été fait chevalier de l'Empire le 21 décembre 1808 et confirmé dans la possession héréditaire de son titre par nouvelles lettres du 25 mai 1816.

## Publications
- Vœux d'un poitevin..., 1789.

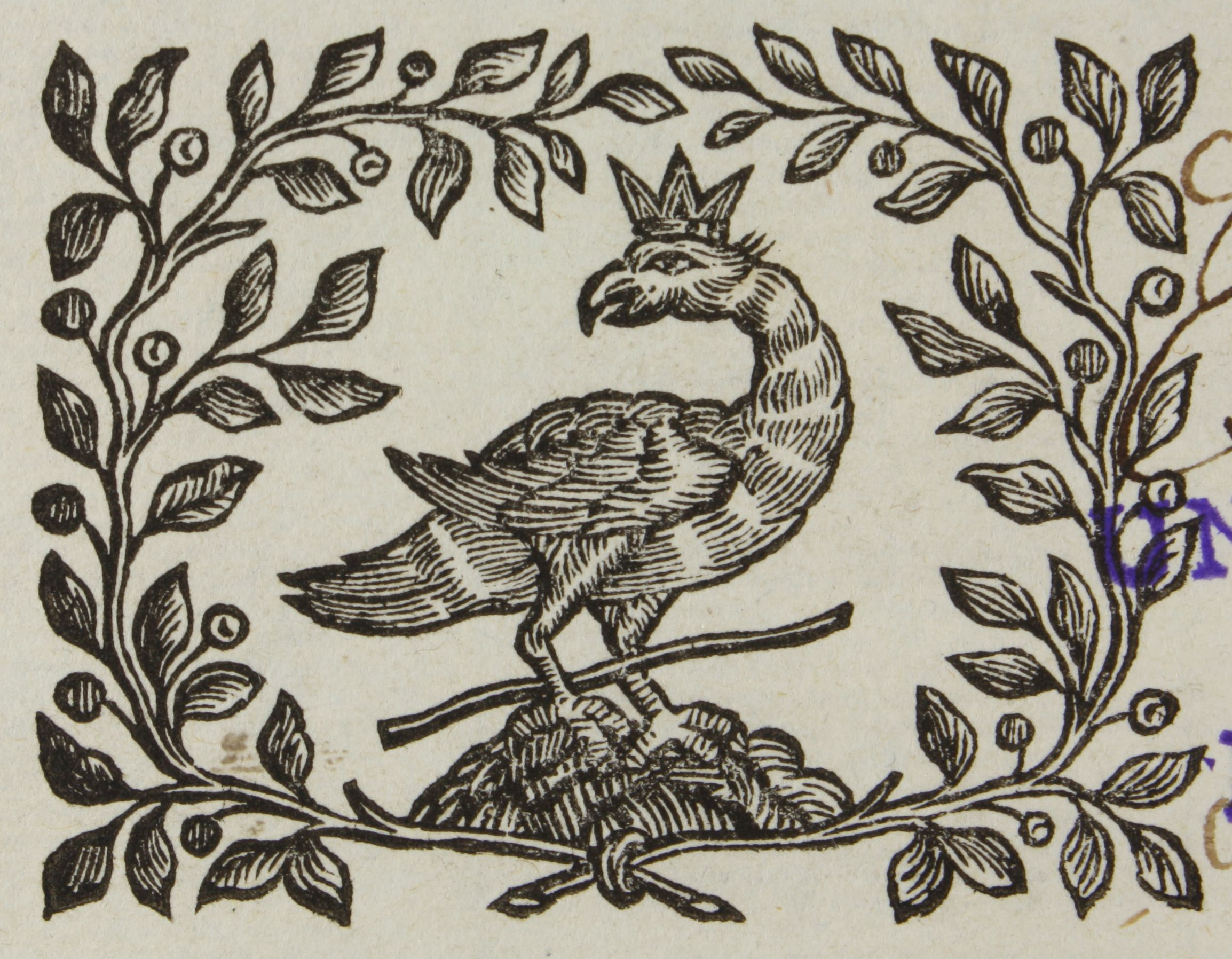
Marque prise au titre de : Traité de l’orthographe françoise, en forme de dictionaire / Charles Leroy. Nouvelle édition de Pierre Restaut. – Poitiers : Jean-Félix Faulcon, 1775 (Poitiers, Bibliothèque universitaire)

- Vœu d'un piéton, présenté a l'Assemblée nationale, 1789.
- Adresses de la ville et de la garde nationale de Poitiers, présentées & lues à la barre de l'Assemblée nationale, le 4 mars 1790, à la séance du soir, par MM. Faulcon, suppléant de Poitiers, & Jouyneau Desloges, notable, députés extraordinaires de la même ville, 1790.
- Pot-pourri national, ou Matériaux pour servir à l'histoire de la Révolution : dédié à M. Servan, ancien avocat général au parlement de Grenoble... , 1790.
- Opinion de Felix Faulcon, député du département de la Vienne, sur la clôture des travaux de l'Assemblée nationale, 1790
- Anniversaire, ou Journal de ce qui s'est passé pendant la semaine de la confédération ; par M. F. Faulcon. Député à l'Assemblée Nationale. Depuis le 11 jusqu'au 18 juillet., 1790.
- Opuscules de Félix Faulcon, citoyen de Poitiers, et membre de l'Assemblée nationale de 1789..., 1791.
- Seconde Opinion de Felix Faulcon, député du département de la Vienne, sur la clôture des travaux de l'Assemblée nationale, adressée à MM. des Comités central et de Constitution, 1791.
- Extraits de mon journal, dédié aux mânes de Mirabeau, 1791.
- Le Robespierrisme. Poême suivi du Maratisme et de quelques épitaphes révolutionaires, 1795.
- Fruits de la solitude et du malheur, 1796.
- Vers aux héros de l'Italie, 1797.
- Epitre aux deffenseurs de la patrie..., 1797.
- Corps législatif. Conseil des Cinq-Cents. Opinion de Félix Faulcon, député du département de la Vienne, sur la question de savoir si les accusateurs publics seront destituables par le Directoire. Séance du 5 frimaire an 6., 1797.
- Opinion de Félix Faulcon, représentant du peuple sur la loi du 3 brumaire et sur la proposition d'exclure les amnistiès des fonctions publiques, 1796.
- Opinions sur le Divorce et sur les ministres des cultes, 1797.
- Corps législatif. Conseil des Cinq-Cents. Seconde opinion de Félix Faulcon, député de la Vienne, sur le mode de remplacement des places vacantes dans le tribunal de cassation. Séance du 14 prairial an 6., 1798.
- Opinion de Félix Faulcon,... sur la question de savoir si Genève sera le chef-lieu d'un nouveau département : séance du 14 thermidor an VI / Félix-Marie Faulcon ; Corps législatif, Conseil des Cinq-Cent, 1798.
- Opinion de Félix Faulcon, député de la Vienne, sur l'emprunt de cent millions : séance du 17 brumaire an VIII, 1799.
- Précis historique de l'établissement du divorce : suivi de notes et de quelques réflexions relatives au titre second du nouveau projet de Code civil, 1800
- Mélanges législatifs, Historiques et politiques vol.1, Discours, opinions, etc. prononcés au Conseil des Cinq-Cents en l'an IV et V : pendant la durée de la Constitution de l'an III., 1801.
- Mélanges législatifs, historiques et politiques, pendant la durée de la Constitution de l'an III, 1801.
- Mélanges législatifs, Historiques et politiques vol. 2, Discours, opinions, etc. prononcés au Conseil des Cinq-Cents en l'an VI : pendant la durée de la Constitution de l'an III, 1801.
- Voyages Et Opuscules, 1805.
- Opinion de Félix Faulcon, député de la Vienne, Relative à la colonie de Saint-Domingue, prononcé en comité secret, le 20 octobre 1814.
- Correspondance de Félix Faulcon I, 1770-1789, 1939.
- Correspondance de Félix Faulcon II, 1789-1791, 1953

## Armoiries
| Figure | Blasonnement |
|        | Armes de chevalier de la Parisière et de l'Empire (lettres patentes du 21 décembre 1808). D'argent au faucon longé et perché de sable, becqué et membré de gueules, allumé du champ, soutenu de deux palmes en sautoir de sinople, à la champagne du tiers de l'écu de gueules au signe des chevaliers. - Livrées : blanc, rouge, et noir. |

### Sources
- Baron Antonin Bourgnon de Layre, Notice historique et biographique sur M. Marie-Félix Faulcon, ancien président du Corps législatif, P. Baudouin, 1846
- Charles-Auguste Auber, Étude sur les historiens du Poitou, depuis ses origines connues jusqu'au milieu du XIXe siècle, 1870
- Soliman Lieutaud, Liste des portraits dessinés, gravés ou lithographiés des députés à l’assemblée nationale de 1789, Paris 1854
- Jean-François Robinet, Dictionnaire historique et biographique de la Révolution et de l'Empire, 1898
- Dictionnaire des protées modernes, ou biographie des personnages vivants qui ont figuré dans la révolution française, depuis le 14 juillet 1789 jusques et compris 1815, par leurs actions, leur conduite ou leurs écrits ; par un homme retiré du monde, 1815
- « Faulcon (Marie-Félix) », dans Pierre Larousse, Grand dictionnaire universel du XIXe siècle, Paris, Administration du grand dictionnaire universel, 15 vol., 1863-1890 [détail des éditions].
- « Marie-Félix Faulcon de La Parisière », dans Adolphe Robert et Gaston Cougny, Dictionnaire des parlementaires français, Edgar Bourloton, 1889-1891 [détail de l’édition]
- Marjorie Alaphilippe, Marie-Félix Faulcon, un littérateur poitevin en Révolution (1758-1843)
- Marjorie Alaphilippe, En lisant, en écrivant. Pratiques, politiques et représentations de l’écrit d’un député à travers la Révolution et l’Empire, Marie-Félix Faulcon (1758 – 1843), Thèse, Université de Poitiers, 2018
- Marjorie Alaphilippe, « Homme politique et poète : une vie de vers : Pratique et production poétiques chez Marie-Félix Faulcon (1758-1843) », Sociétés & Représentations, 2015